# Filago lutescens
Cotonnière jaunissante, Cotonnière jaunâtre
Espèce
La Cotonnière jaunissante ou Cotonnière jaunâtre (Filago lutescens) est une espèce de plantes à fleurs de la famille des Astéracées.

## Statut de protection
En France, l'espèce figure sur la liste rouge d'Île-de-France.